# Wesley Nukundj
Wesley Nukundj, dont le prénom est également orthographié Westly, est un homme politique papou-néo-guinéen.

## Biographie
Entré au Parlement national en 2012 comme député de la circonscription de Dei dans les Hautes-Terres occidentales, il siège avec l'étiquette du Parti populaire. À l'issue des élections de 2017, auxquelles il se présente avec succès comme membre du parti Congrès national populaire au pouvoir, il est nommé ministre des Transports dans le gouvernement de Peter O'Neill. Il signe un accord avec le gouvernement australien par lequel l'Australie aidera au développement des réseaux de transport en Papouasie-Nouvelle-Guinée. En mai 2019 il est fait ministre du Service public. Il est maintenu à cette fonction par le nouveau Premier ministre James Marape le mois suivant. 
En novembre 2019, désormais député sans étiquette, il est transféré à la fonction de ministre de l'Immigration,. À ce poste au début de la pandémie de Covid-19, il suspend en janvier 2020 les visas pour les personnes en provenance de Chine et ordonne la fermeture provisoire de la frontière entre l'Indonésie et la Papouasie-Nouvelle-Guinée au niveau de la province de Sandaun, afin d'empêcher l'entrée en Papouasie-Nouvelle-Guinée de personnes venant de la ville indonésienne de Jayapura. En juillet 2020, alors que plus de 66 000 personnes en Indonésie sont atteintes de la Covid-19 mais que la Papouasie-Nouvelle-Guinée ne connaît encore que onze cas, il demande aux autorités indonésiennes de coopérer avec la Papouasie-Nouvelle-Guinée pour garantir l'étanchéité de la frontière entre les deux pays et réduire le risque qu'elle ne devienne un point d'entrée du virus sur le territoire papou-néo-guinéen,.
En novembre 2020, il est l'un des six ministres du gouvernement Marape à rejoindre l'opposition parlementaire menée par Belden Namah, espérant faire partie d'une nouvelle majorité parlementaire en formation. L'opposition échouant à former une majorité, Wesley Nukundj retourne sur les bancs du gouvernement Marape et retrouve son poste de ministre de l'Immigration. Il devient membre du Parti libéral. En avril 2022, à l'occasion d'un remaniement ministériel, il succède à Pila Niningi comme ministre des Relations avec les Gouvernements provinciaux et locaux. Il est battu dans sa circonscription aux élections législatives de 2022, et perd donc son ministère.